# Мађарска на Зимским олимпијским играма 1968.
Мађарска је учествовала на Зимским олимпијским играма које су одржане 1964. године у Греноблу, Француска. Ово је било десето учешће мађарских спортиста на зимским олимпијадама. Мађарски спортисти на овој олимпијади нису освојили ниједну олимпијску медаљу и ни један олимпијски поен.
На свечаном отварању игара заставу Мађарске је носио Михаљ Мартош, мађарски олимпијац и такмичар у брзом клизању. На ову смотру Мађарска је послала 10 такмичара (осам мушких такмичара и две женске такмичарке) који су се такмичили у три спорта и четири спортске дисциплине.

## Резултати по спортовима
У табели је приказан успех мађарских спортиста на олимпијади. У загради иза назива спорта је број учесника
Са појачаним бројевима је означен најбољи резултат.
Принцип рачунања олимпијских поена: 1. место – 7 поена, 2. место – 5 поена, 3. место – 4 поена, 4. место – 3 поена, 5. место – 2 поена, 6. место – 1 поен.

| Спортска дисциплина   | Освојено место | Освојено место | Освојено место | Освојено место | Освојено место | Освојено место | Олимпијски поени | Такмичари | Такмичари | Такмичари |
| Спортска дисциплина   |                |                |                | 4.             | 5.             | 6.             | Олимпијски поени | Мушки     | Женске    | Укупно    |
| Брзо клизање (4)      | 0              | 0              | 0              | 0              | 0              | 0              | 0                | 3         | 0         | 3         |
| Уметничко клизање (2) | 0              | 0              | 0              | 0              | 0              | 1              | 1                | 1         | 1         | 2         |
| Нордијско скијање (5) | 0              | 0              | 0              | 0              | 0              | 0              | 0                | 2         | 1         | 3         |
| Скијашки скокови (2)  | 0              | 0              | 0              | 0              | 0              | 0              | 0                | 2         | 0         | 2         |
|                       |                |                |                |                |                |                |                  |           |           |           |
| Укупно                | 0              | 0              | 0              | 0              | 0              | 1              | 1                | 8         | 2         | 10        |

## Уметничко клизање
Жене
| Дисциплина      | Пар         | Резултат  | Позиција |
| --------------- | ----------- | --------- | -------- |
| Појединци, жене | Жужа Алмаши | 57/195,22 | 6.       |

Мушки
| Дисциплина          | Пар        | Резултат   | Позиција |
| ------------------- | ---------- | ---------- | -------- |
| Појединци, мушкарци | Јене Еберт | 180/177,27 | 19.      |

## Брзо клизање
Мушки
| Дисциплина     | Име           | Резултат | Позиција |
| -------------- | ------------- | -------- | -------- |
| 500 m мушки    | Ђерђ Мартош   | 43,0     | 38.      |
| 500 m мушки    | Михаљ Мартош  | 42,5     | 31.      |
| 500 m мушки    | Ђерђ Иванкаји | 2:12,6   | 29.      |
| 500 m мушки    | Ђерђ Мартош   | 2:12,2   | 27.      |
| 500 m мушки    | Михаљ Мартош  | 2:15,8   | 45.      |
| 5.000 m мушки  | Ђерђ Иванкаји | 8:07,5   | 31.      |
| 10.000 m мушки | Ђерђ Иванкаји | 17:36,2  | 27.      |

## Скијање

### Скијашко трчање
Жене
| Дисциплина              | Скијаш    | Резултат | Позиција |
| ----------------------- | --------- | -------- | -------- |
| Крос кантри 5 km, жене  | Ева Балаж | 18:05,8  | 27.      |
| Крос кантри 10 km, жене | Ева Балаж | 40:58,3  | 24.      |

Мушки
| Дисциплина               | Скијаш       | Резултат  | Позиција |
| ------------------------ | ------------ | --------- | -------- |
| Крос кантри 10 km, мушки | Тибор Холеци | 49:59,8   | 49.      |
| Крос кантри 10 km, мушки | Миклош Холо  | 51:20,5   | 64.      |
| Крос кантри 30 km, мушки | Тибор Холеци | 1:51:42,0 | 57.      |
| Крос кантри 30 km, мушки | Миклош Холо  | 1:53:41,1 | 59.      |
| Крос кантри 50 km, мушки | Тибор Холеци | 2:45:38,0 | 42.      |

Мушки
| Дисциплина                     | Скијаш      | Резултат | Позиција |
| ------------------------------ | ----------- | -------- | -------- |
| 90-метарска скакаоница, мушки  | Ласло Гелер | 189,6    | 34.      |
| 90-метарска скакаоница, мушки  | Михаљ Гелер | 129,0    | 58.      |
| 120-метарска скакаоница, мушки | Ласло Гелер | 191,3    | 19.      |
| 120-метарска скакаоница, мушки | Михаљ Гелер | 137,8    | 56.      |